# Ambicodamus audax
Espèce
Ambicodamus audax est une espèce d'araignées aranéomorphes de la famille des Nicodamidae.

## Distribution
Cette espèce est endémique d'Australie. Elle se rencontre au Queensland, en Nouvelle-Galles du Sud, au Victoria et en Australie-Méridionale.

## Description
Le mâle holotype mesure 5,61 mm et la femelle paratype 5,60 mm.

## Publication originale
- Harvey, 1995 : The systematics of the spider family Nicodamidae (Araneae: Amaurobioidea). Invertebrate Taxonomy, vol. 9, no 2, p. 279-386.